# Merishausen
Merishausen é uma comuna da Suíça, no Cantão Schaffhausen, com cerca de 859 habitantes. Estende-se por uma área de 17,57 km², de densidade populacional de 37 hab/km². Confina com as seguintes comunas: Bargen, Beggingen, Blumberg (DE - BW), Büttenhardt, Hemmental, Sciaffusa (Schaffhausen), Tengen (DE-BW).
A língua oficial nesta comuna é o Alemão.
1. 1 2  «Merishausen, Schaffhausen, Suíça - Cidades e vilas do mundo». pt.db-city.com. Consultado em 21 de fevereiro de 2023
2. ↑  «Overview of Merishausen | Redbook.cc , Global Passport Ranking 2020, Permanent residencies of the world». redbook.cc. Consultado em 21 de fevereiro de 2023